# John Banda
John Banda (* 20. August 1993 oder 20. April 1993 in Lilongwe oder Nkhata Bay) ist ein malawischer Fußballspieler, der als Mittelfeldspieler für den Erstligisten UD Songo spielt. Seit November 2011 ist er ein fester Bestandteil der malawischen Nationalmannschaft und vertrat sein Land beim Afrika-Cup 2021 in Kamerun.
Bei UD Songo trägt er die Rückennummer 10 und gewann 2022 erstmals die Moçambola.

## Nationalmannschaft
John Banda gab sein Debüt für die malawische Fußballnationalmannschaft am 30. November 2011 in einem Spiel zur Copa COSAFA gegen den Sudan. Bei seinem ersten Länderspiel stand Trainer Kinnah Phiri an der Seitenlinie und Banda war zu dem Zeitpunkt 18 Jahre, 3 Monate und 10 Tage alt. Erstes Länderspieltor erzielte der Mittelfeldspieler am 9. Juni 2012 im WM-Qualifikationsspiel gegen Nigeria.
Er wurde zum Kader der malawischen Fußballnationalmannschaft beim Afrika-Cup 2022 in Kamerun nominiert und absolvierte alle 4 Spiele. Im Achtelfinale gegen Marokko verlor sein Team zwar 2-1, jedoch führte John Banda erstmals sein Land als Kapitän auf den Platz und legte ein Tor vor.

## Erfolge
- Mosambikanischer Meister: 2022
- Mosambikanischer Pokalfinalist: 2023
- Provincial de Tete Pokalsieger: 2023